# مارسيلو دوس سانتوس (لاعب كرة قدم برازيلي)
مارسيلو دوس سانتوس (17 مارس 1979 بجي بارانا في البرازيل - ) هو لاعب كرة قدم برازيلي في مركز الهجوم. لعب مع سانتو أندريه ونادي موتاجوا ‏ ونادي بلاتنسي.

## وصلات خارجية
- هذه المقالة غير مرتبط بويكي بيانات